# 1062
1062 (MLXII) var ett normalår som började en tisdag i den julianska kalendern.

## Händelser

### Okänt datum
- Slaget vid Nissan utkämpas mellan den danske och den norske kungen.
- Marrakech grundas.
- Almoraviderna besegrar Marocko och etablerar ett kungarike från Senegal till Spanien.
- Sharaf ad-Dawla al-Muizz ibn Badis efterträds av Abu Tahir Tamim ibn al-Muizz i ziriddynastin.
- I hammadiddynastin efterträds Buluggin ibn Muhammad ibn Hammad av an-Nasir ibn Alnas ibn Hammad.

## Födda
- Adelaide av Vermandois, grevinna.

## Avlidna
- 27 januari – Adelaide av Ungern, hertiginna av Böhmen.
- Emma av Provence, regerande grevinna av Provence.